# Cheryl Miller
Cheryl Deanne Miller (Riverside (Californië), 3 januari 1964) is een Amerikaanse voormalige basketbalspeelster, en een van de meest succesvolle basketbalspeelsters uit de geschiedenis.
Al op de highschool schreef ze geschiedenis door in 1983 voor Riverside Polytechnic High School liefst 105 punten in één wedstrijd te scoren. Ze werd tweemaal gekozen tot National High School Player of the Year. Ze ging dan naar de University of Southern California (USC) en behaalde met haar team het NCAA-kampioenschap in 1983 en 1984, en was verliezend finalist in 1986. Ze bracht verschillende schoolrecords op haar naam, waaronder dat van meeste punten in een wedstrijd (45) en meeste rebounds (24). Ze werd driemaal uitgeroepen tot National Collegiate Player of the Year.
Als 19-jarige eerstejaarsstudente won ze met het Amerikaanse team zilver op het WK basketbal voor vrouwen 1983 in Brazilië, en goud op de Pan-Amerikaanse Spelen in Caracas (Venezuela). In 1984 won ze de gouden medaille op de Olympische Spelen. In 1986 won ze de Goodwill Games en het Wereldkampioenschap, beide in Moskou. Een knieblessure en daaropvolgende operatie bracht haar carrière tot een einde en verhinderde haar deelname aan de Olympische Spelen van 1988.
Ze werkte nadien als coach en televisiecommentator. Tussen 1993 en 1995 was ze twee seizoenen lang hoofdcoach aan de USC. Van 1997 tot 2000 was ze vier seizoenen lang coach en general manager van de Phoenix Mercury in de WNBA.
In 1995 is ze opgenomen in de Basketball Hall of Fame en in 2010 in de FIBA Hall of Fame.
- Library of Congress Control Number: no2014007260
- Virtual International Authority File: 308181050
- WorldCat: E39PBJvHcjHcRKRhFVhHq3vbVC